# قرقف البندول

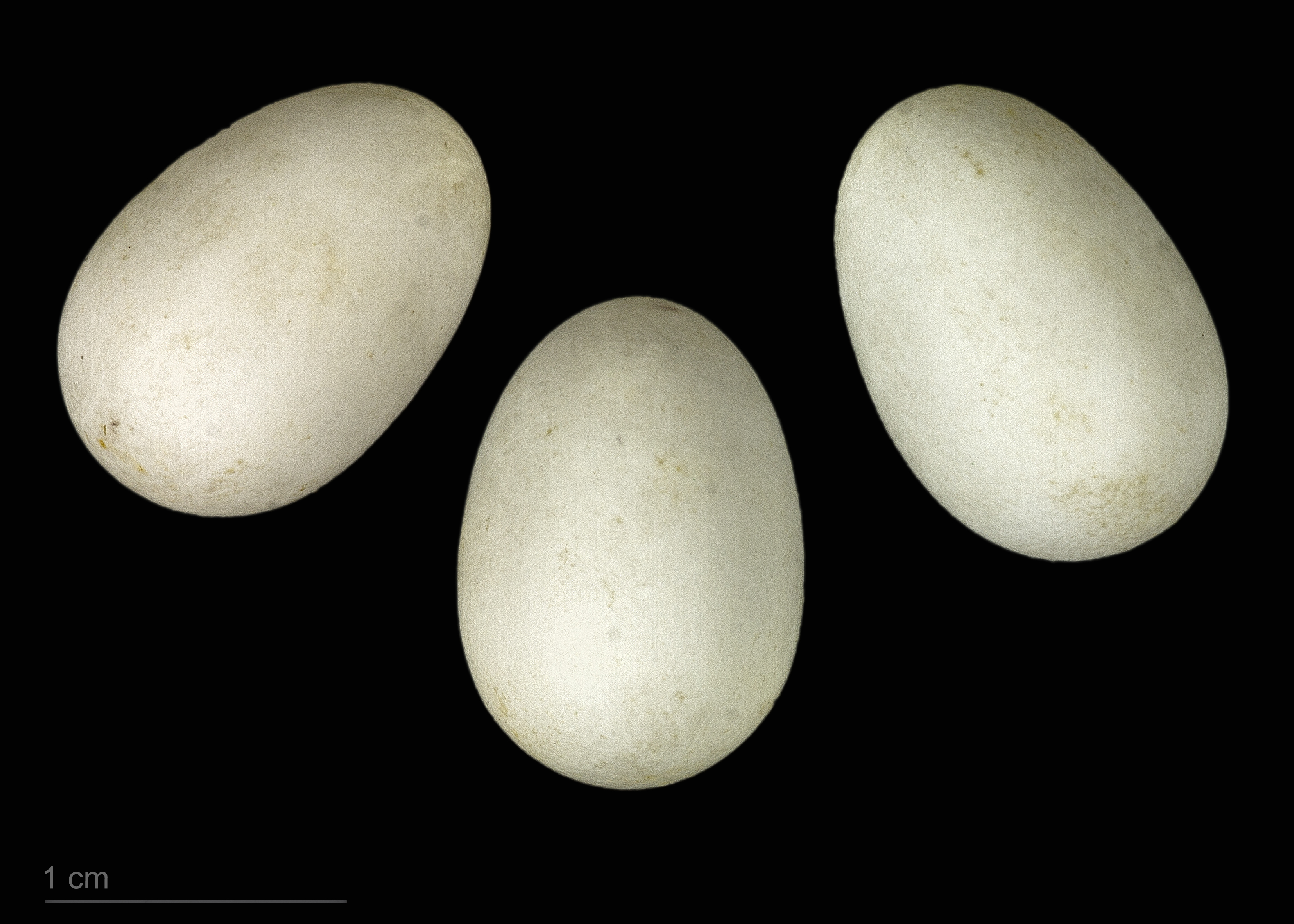
Remiz pendulinus

رَمِيز مُكَحَّل أو قرقف البندول (الاسم العلمي: Remiz  pendulinus) (بالإنجليزية: Eurasian  Penduline  Tit)‏ هو طائر ينتمي إلى قرقف البندول (فصيلة: Remizidae).